# Cabussó nord-americà comú
El cabussó nord-americà comú (Aechmophorus occidentalis) és una espècie d'ocell de la família dels podicipèdids (Podicipedidae) que habita llacs i badies des del sud de la Colúmbia Britànica, centre d'Alberta i sud-oest de Manitoba, cap al sud, fins al sud de Califòrnia, Utah, sud-oest de Colorado, Nou Mèxic, oest de Nebraska, nord-oest d'Iowa, Minnesota, Wisconsin, Chihuahua, Durango, Guerrero, Puebla i San Luis Potosí.